# Boarmia similaris
Boarmia similaris là một loài bướm đêm trong họ Geometridae.